# Fricativa uvular eyectiva
La fricativa uvular eyectiva es un sonido consonántico no pulmonar que es utilizado en algunos idiomas hablados, su símbolo en el alfabeto fonético internacional es el símbolo de la fricativa uvular sorda, ⟨χ⟩ modificada por un apóstrofo que tienen las consonantes eyectivas, su símbolo en el X-SAMPA corresponde a (X_>)

## Características
- Es una consonante fricativa, lo que significa que su sonido se genera en la boca por las vibraciones de una turbulencia causada por la corriente del aire expulsado.
- Su punto de articulación es uvular, que significa que es articulada con la parte trasera de la lengua contra o cerca de la úvula.
- Su tipo de fonación es sorda, lo que significa que se produce sin vibraciones de las cuerdas vocales.
- Es una consonante oral, lo que significa que se permite que el aire escape a través de la boca, no por la nariz.
- El mecanismo de la corriente de aire es eyectivo (egresivo glótico), lo que significa que el aire es expulsado al bombear la glotis hacia arriba.

## Ocurre en
| Idioma  | Palabras  | AFI        | Significado | Notas |
| ------- | --------- | ---------- | ----------- | ----- |
| Dakota  | haŋȟʼáŋna | [hãχʼã.na] | 'mañana'    |       |
| Lakota  | ȟ'okȟá    | [χʼo.k͡xa]  | 'bateria'   |       |
| Siux    | haŋȟʼáŋn  | [hãχʼãn]   | 'mañana'    |       |
| Tlingit | xh'aan    | [χʼàːn]ⓘ   | 'fuego'     |       |

Un alófono de / qʼ / en georgiano.